# Emily Mae Young
Emily Mae Young, née le 14 février 1990 en Californie, est une actrice américaine. Connue pour son rôle de Lilly dans la série Notre belle famille, Emily a reçu le prix de Little Miss Apple à l'âge de 4 ans. Elle est apparue dans de nombreuses pubs à la télévision américaine. 

## Filmographie[1]

### Série TV
- 1996-1998 : Notre belle famille (saison 5-7) : Lilly Foster-Lambert

### Téléfilm
- 1999 : Saint Nicolas et le Nouveau Monde de Duwayne Dunham : Marlène
- 1999 : Un vrai petit ange (film) de Bryan Michael Stoller : Jenny Morrison